# Jurisdicción Contencioso-Administrativa de España
La Jurisdicción Contencioso-Administrativa de España es el orden jurisdiccional, integrado en el Poder Judicial, al que la Constitución encomienda el control jurisdiccional de la potestad de dictar actos por parte de la Administración Pública, y de la potestad reglamentaria del Gobierno.
Esta jurisdicción fue creada por las Leyes de 2 de abril y 6 de julio de 1845. Su regulación legal reside mayoritariamente en la Ley 29/1998, de 13 de julio, reguladora de la Jurisdicción Contencioso-Administrativa. No obstante, también recibe regulación legal en la Ley Orgánica 6/1985, de 1 de julio, del Poder Judicial; así como en la Ley 38/1988, de 28 de diciembre, de Demarcación y de Planta Judicial.
No cabe confundir esta jurisdicción con la propiamente administrativa, que nada tiene que ver con el poder jurisdiccional, y que constituye el conjunto de órganos administrativos que, en especial en materia económica, tiene establecida la legislación para que las partes planteen los recursos administrativos, como, por ejemplo, ante los Tribunales Económico-Administrativos.

## Características
La doctrina, encabezada por Jon De Castro, atribuye al control contencioso-administrativo una serie de características esenciales. En primer lugar, habría que destacar que es un control que se ejerce sobre el comportamiento general de la Administración, incluyendo sus actos administrativos, su inactividad e incluso su actuación material por vía de hecho.
Por otra parte, el control se produce siguiendo criterios de legalidad, es decir, en base al incumplimiento de las normas jurídicas y sus fines. No se produce un control sobre la base de criterios de oportunidad, reservados a la Administración. Pese a ello, los límites entre oportunidad y legalidad son difusos, dado que los Tribunales pueden controlar la actuación discrecional de la Administración que se separen nítidamente de lo dispuesto por el Ordenamiento Jurídico.
De igual modo, se trata de un control pleno, derivado del principio de plenitud por el que se rige el Poder Judicial, y que implica que los Tribunales no pueden abstenerse de resolver una cuestión de que conozcan basándose en la insuficiencia u oscuridad de la norma jurídica a aplicar.
Asimismo, es un control desarrollado por una instancia neutral e independiente, que se atiene para su resolución a los motivos y pretensiones que sostengan las partes, en el marco de un proceso contradictorio. No obstante, existen dos supuestos clave en que se flexibiliza esta norma. En primer lugar, respecto a los motivos, si el Tribunal considera que las partes no están aduciendo un motivo pertinente, puede comunicárselo y permitir que lo aleguen. En segundo lugar, respecto a la anulación de preceptos reglamentarios, el Tribunal puede extender la pretensión a otros preceptos conexos, no mencionados por las partes, a los que afecte la nulidad del precepto que se pretende declarar nulo.

## Ámbito
El ámbito de la Jurisdicción Contencioso-Administrativa está delimitado por la Ley de Jurisdicción Contencioso-Administrativa en sus cuatro primeros artículos, que realizan una delimitación positiva, así como un conjunto de exclusiones, que suponen una delimitación negativa de su ámbito.

### Positivo
El ámbito de la Jurisdicción Contencioso-Administrativa se extiende sobre las pretensiones que se deduzcan de la actuación de las Administraciones Públicas sujeta a Derecho Administrativo, así como sobre las disposiciones generales de rango inferior a la Ley, y sobre los Decretos Legislativos que excedan los límites de la delegación.
La Ley delimita el concepto de administración pública a la Administración General del Estado, las administraciones de las distintas comunidades autónomas, y las entidades que compongan la administración local, así como a las entidades de derecho público que dependan de ellas.
Por otra parte, la Jurisdicción Contencioso-Administrativa abarca los actos y disposiciones sobre personal, administración y gestión del patrimonio procedentes del Congreso de los Diputados, del Senado, del Tribunal Constitucional, así como del Tribunal de Cuentas y el Defensor del Pueblo, incluyendo también sus equivalentes autonómicos.
Con igual fundamento, conocerá de las pretensiones deducidas de los actos y disposiciones generales que procedan del Consejo General del Poder Judicial y los órganos de gobierno de los Juzgados y Tribunales, de acuerdo con la Ley Orgánica del Poder Judicial. De la misma manera, controlará la actuación de la Administración Electoral, según los preceptos de la Ley Orgánica de Régimen Electoral General.
Entran también dentro del ámbito de la Jurisdicción Contencioso-Administrativa los actos del Gobierno (y sus equivalentes autonómicos) relacionados con Derechos Fundamentales, los elementos reglados de tales actos, o la determinación de las indemnizaciones que procedan.
Del mismo modo, se incluye la preparación y adjudicación de los Contratos del Sector Público, los actos de las Corporaciones de Derecho Público cuando ejerzan funciones públicas, los actos de control de la Administración respecto a los dictados por los concesionarios en ejercicio de potestades administrativas, la Responsabilidad patrimonial de la Administración, y todas aquellas actuaciones que una Ley expresamente atribuya al conocimiento de la Jurisdicción Contencioso-Administrativa.
Finalmente, se atribuye también el conocimiento de las cuestiones prejudiciales e incidentales que surjan en relación con el proceso contencioso-administrativo, exceptuando las relativas al Derecho constitucional y penal, y lo dispuesto en los Tratados Internacionales.

### Negativo
La Ley de la Jurisdicción Contencioso-Administrativa también señala diversas exclusiones, cuyo conocimiento no corresponderá a este orden jurisdiccional.
De esta manera, no conocerá de los asuntos que una Ley atribuya expresamente al orden civil, penal o social. Tampoco conocerá del recurso contencioso-disciplinario militar, de los conflictos de jurisdicción, ni de los conflictos de atribuciones entre órganos de una misma Administración.

## Elementos
El control contencioso-administrativo, tal y como señala la doctrina, se compone de elementos subjetivos, objetivos y formales.

### Elementos subjetivos
En primer lugar, los elementos subjetivos están integrados por las partes, es decir, demandante (o recurrente) y demandada (Administraciones Públicas, salvo excepciones). Por otro lado, hay que mencionar la instancia neutral e independiente que instruye y resuelve el proceso, papel que recae en los órganos integrados en el Poder Judicial que componen el orden contencioso-administrativo. 

#### Órgano jurisdiccional
El artículo 6 de la Ley de la Jurisdicción Contencioso-Administrativa enumera los órganos que componen este orden jurisdiccional, a saber:
- Juzgados de lo Contencioso-Administrativo: Con competencias sobre una Provincia.
- Juzgados Centrales de lo Contencioso-Administrativo: Con competencias sobre todo el territorio del Estado.
- Salas de lo Contencioso-Administrativo de los Tribunales Superiores de Justicia. Con competencias sobre el territorio de una Comunidad Autónoma. Puede haber varias salas en un solo Tribunal Superior de Justicia, que abarquen una o varias provincias específicas de la Comunidad Autónoma.
- Sala de lo Contencioso-Administrativo de la Audiencia Nacional. Con competencias sobre todo el territorio del Estado.
- Sala de lo Contencioso-Administrativo del Tribunal Supremo. Con competencias sobre todo el territorio del Estado.

La Ley dedica los artículos 8 a 13 a delimitar los asuntos sobre los que serán competentes los distintos órganos, siguiendo criterios puramente pragmáticos, que en ocasiones van ligados a la materia de que se trate, a la cuantía de las pretensiones, la Administración cuyo comportamiento se impugna, o incluso a diversas combinaciones de varios de estos criterios.
Cabe señalar que los Juzgados de lo Contencioso-Administrativo tienden a ocuparse de asuntos de trascendencia relativamente escasa, que no obstante, suponen un alto porcentaje de la actividad revisora de la Jurisdicción Contencioso-Administrativa. Por otra parte, los Tribunales Superiores de Justicia conocen en primera instancia de asuntos de mayor importancia, y asimismo, del recurso de apelación, revisión y queja contra los Juzgados de lo Contencioso-Administrativo. No obstante, su principal rasgo es la atribución residual. Dicho de otra manera, les corresponde el conocimiento y decisión de aquellos asuntos que no se atribuyan a otros órganos.
Los Juzgados Centrales de lo Contencioso-Administrativo guardan cierta semejanza con los Juzgados de lo Contencioso-Administrativo, con la peculiaridad de su especialización en lo relativo a la Administración General del Estado. Manteniendo esa especialización, pero atendiendo a asuntos de mayor trascendencia, conocerá en primera instancia la Sala de lo Contencioso-Administrativo de la Audiencia Nacional, que también se encargará de los recursos de apelación, revisión y queja contra lo dictado por los Juzgados Centrales de lo Contencioso-Administrativo.
Finalmente, el Tribunal Supremo se encargará en primera instancia del control a los órganos constitucionales y de relevancia constitucional, es decir, de los actos y disposiciones generales del Gobierno, las Cortes, el Consejo General del Poder Judicial, el Tribunal Constitucional, el Tribunal de Cuentas, el Defensor del Pueblo y las Juntas Electorales. Asimismo, conocerá de los recursos de casación, de los recursos de revisión (contra resoluciones de los Tribunales Superiores de Justicia, de la Audiencia Nacional y del propio Tribunal Supremo) y de los recursos contencioso-electorales.
Finalmente, respecto a la competencia territorial, hay que señalar que corresponderá al órgano en cuya circunscripción tenga su sede la Administración Pública demandada. Si se tratara de asuntos de personal, propiedades especiales o sanciones, el demandante podrá escoger el órgano en cuya circunscripción se halle su domicilio particular. En materia de urbanismo y expropiación forzosa, será competente el órgano en cuya circunscripción se halle el inmueble en cuestión. Para acabar, si al aplicar estar reglas, pudiera resultar una pluralidad de órganos competentes, se atenderá al órgano jurisdiccional correspondiente al lugar donde se localice la sede de la Administración Pública demandada.

#### Partes
Las partes son el segundo elementos subjetivo de que se compone cualquier proceso contencioso-administrativo. La Ley de Jurisdicción Contencioso-Administrativa plantea la necesidad de tener capacidad procesal, de acuerdo a la Ley de Enjuiciamiento Civil, especificando igualmente que los menores (sin tutor, curador o persona con patria potestad) y determinadas entidades sin personalidad jurídica no podrán actuar, salvo que la Ley expresamente lo permita.
Asimismo, se plantea el supuesto de la sucesión procesal, fruto de una legitimación derivada de una relación jurídica transmisible, en la que el sucesor sustituye al causahabiente, cualquiera que sea el estado en que se halle el proceso.
Respecto a la representación y la asistencia letrada en el proceso contencioso-administrativo, hay que destacar el requisito general de actuar con la asistencia de abogado, salvo que se trate de funcionarios públicos en procesos sobre sus derechos estatutarios que no impliquen separación de personal inamovible. Por otra parte, se requiere la representación de procurador cuando se actúe ante órganos colegiados.
La representación y defensa de las Administraciones Públicas será ejercida por Abogados del Estado, funcionarios públicos especialmente cualificados.

##### Demandante
La legitimación para ser parte demandante en los procesos contencioso-administrativos se reconoce en las personas físicas o jurídicas que ostenten derechos o intereses legítimos afectados. Igualmente, se reconoce tal legitimación a las corporaciones asociaciones y sindicatos que representen derechos o intereses colectivos.
Por otra parte, también pueden ocupar la posición de demandante las distintas Administraciones Públicas, sea la Administración General del Estado, las autonómicas o las locales, así como las Administraciones institucionales que dependan de ellas, y cuando así lo disponga la Ley, el Ministerio Fiscal.
La Ley de la Jurisdicción Contencioso-Administrativa también contempla la posibilidad de una acción popular, dirigida por cualquier ciudadano, en los casos expresamente contemplados en la Ley; así como la intervención de asociaciones y sindicatos para la defensa de la igualdad de trato entre el hombre y la mujer.
Finalmente, se contemplan otros dos supuestos de legitimación activa, como es el de la propia Administración autora del acto impugnado, que previamente ha sufrido una declaración de lesividad; y la legitimación de los vecinos para actuar en nombre e interés de las Entidades que integran la Administración Local, de acuerdo a lo dispuesto en la legislación reguladora del régimen local.
Se excluye la legitimación de los órganos de una Administración para impugnar los actos procedentes de esa misma administración; la de los miembros de un órgano colegiado para impugnar las decisiones de ese órgano, salvo que la Ley les autorice expresamente; la de los particulares que obren por delegación o mandato de la Administración cuyos actos desearan impugnar; y la de las Administraciones institucionales frente a la Administración de la que dependan, de nuevo, salvo que reciban autorización expresa de la Ley.

##### Demandada
La legitimación pasiva, es decir, la aptitud para ser parte demandada en un proceso contencioso-administrativo recae en las Administraciones Públicas territoriales, institucionales y en los órganos constitucionales o de relevancia constitucional (Congreso de los Diputados, Senado, Tribunal Constitucional, Tribunal de Cuentas, Defensor del Pueblo, Consejo General del Poder Judicial y las Juntas Electorales).
Asimismo, tendrán legitimación pasiva las personas o entidades titulares de derechos o intereses legítimos, que pudieran verse afectadas en caso de que el recurso fuera estimado. También tendrán tal consideración las aseguradoras de las Administraciones Públicas, que comparecerán como codemandada en el proceso, junto con la Administración a la que aseguran.
En el supuesto de que se impugne el comportamiento de un organismo o corporación pública sujetos a fiscalización por parte de alguna Administración territorial, será demandado el organismo o corporación si la fiscalización le es plenamente aprobatoria; y será demandada la Administración territorial que fiscaliza si no hubiera aprobado íntegramente el acto fiscalizado.
Finalmente, en el supuesto de que se impugne un acto administrativo ejecutado en aplicación de una disposición general que se pretende ilegal (el llamado recurso indirecto contra reglamentos), comparecerán tanto la Administración que emitió el acto, como la que dictó la disposición general.

### Elementos objetivos
En segundo lugar, los elementos objetivos se componen de las pretensiones que sostienen las partes respecto a un determinado comportamiento de la administración. Hay que señalar que el objeto del proceso son las pretensiones, no el comportamiento administrativo.
La distinción entre comportamiento impugnable y pretensiones tiene gran relevancia dado que la acumulación de elementos objetivos, regulada en los artículos 34 a 39 de la Ley de Jurisdicción Contencioso-Administrativa, prevé la posibilidad de que se reúnan (acumulen) en un solo proceso diversas pretensiones derivadas de un mismo comportamiento de la Administración. Esta figura tiene gran relevancia de cara al principio de economía procesal.
De esta manera, se pueden acumular en un solo proceso pretensiones (objetos) que a priori supondrían procesos distintos, siempre que se deriven de un mismo acto, disposición, inactividad o actuación material. E incluso de varios actos o disposiciones, cuando sean reproducción, confirmación, ejecución o guarden conexión directa unos con otros.

#### Comportamiento impugnable
El comportamiento impugnable de la Administración puede ser una disposición general, mediante el denominado recurso directo de reglamentos; un acto administrativo que ponga fin a la vía administrativa, bien sea definitivo, bien sea de trámite, siempre que en este último caso suponga una decisión directa o indirecta sobre el fondo del asunto, la imposibilidad de continuar la tramitación, produzca indefensión, o cause perjuicios de difícil o imposible reparación en los derechos e intereses legítimos de los afectados.
También es impugnable la inactividad de la Administración cuando el interesado reclame una prestación reconocida por una disposición general que no precisa de actos de aplicación. De igual modo, también podrá impugnarse la inejecución de un acto, convenio o contrato. Por su parte, la impugnación de vías de hecho administrativas (actuaciones materiales sin soporte legal alguno), se exige el requerimiento previo a la Administración para que cese tal actividad y restablezca la situación anterior. De no obtenerse respuesta en 10 días, o de ser ésta negativa, procederá la interposición de recurso contencioso-administrativo.
Finalmente, podrá darse el caso del recurso indirecto contra reglamentos, en el que se impugna un acto administrativo sobre la base de la ilegalidad de la disposición general, y en cuya aplicación se haya dictado el acto impugnado. Ello puede dar lugar a la llamada cuestión de ilegalidad, procedimiento especial mencionado en el artículo 27 de la Ley de la Jurisdicción Contencioso-Administrativa.

#### Pretensiones de las partes
Las pretensiones de las partes son el verdadero objeto del procedimiento contencioso-administrativo. Demandante y demandado formulan sus pretensiones en el escrito de demanda y en el escrito de contestación, respectivamente. A tales pretensiones habrá de atenerse el órgano jurisdiccional a la hora de dictar sentencia, de acuerdo con el principio de congruencia.
Las pretensiones de la parte demandada, obviamente, consistirán en la desestimación parcial o total de las pretensiones de la parte demandante. Son estas últimas las que encuentran detallada regulación en la Ley de la Jurisdicción Contencioso-Administrativa.
De esta manera, el recurrente (o demandante) podrá pretender la anulación de actos administrativos y disposiciones generales, solicitando que se declaren no conformes a Derecho. De igual manera, podrá pretender el reconocimiento de una determinada situación jurídica individualizada, así como la adopción de las medidas necesarias para restablecerla.
Por otra parte, podrá solicitar que se condene, a la Administración Pública en cuestión, al cumplimiento de sus obligaciones en los supuestos de inactividad administrativa contraria a Derecho. También podrá solicitar el cese de una actuación material (vía de hecho) de la demandada, así como el restablecimiento de la situación previa, y en su caso, la indemnización por daños y perjuicios.
Para acabar, las partes podrán solicitar la condena en costas, consistente en el abono de los gastos procesales que suponga el propio proceso para la parte contraria. Los supuestos de condena en costas en primera instancia recaen en la parte que sostiene su acción o bien en la parte que interponga recurso con mala fe o temeridad. En las demás instancias, la condena en costas se produce si se da la desestimación total del recurso, salvo que el juez motivadamente resuelva lo contrario.

### Elementos formales
Finalmente, en tercer lugar, se pueden distinguir los elementos formales, asentados en los distintos procedimientos de control contencioso-administrativo que pueden darse. Junto con el procedimiento ordinario, abanderado por el recurso contencioso-administrativo, hay que destacar la existencia de un procedimiento abreviado, así como diversos procedimientos especiales. En igual sentido, existen diversos procedimientos relativos a los recursos frente a las resoluciones, autos y providencias provenientes de la propia Jurisdicción Contencioso-Administrativa.

#### Procedimiento ordinario
El procedimiento ordinario para interponer recurso contencioso-administrativo está regulado en los artículos 43 a 77 de la Ley de la Jurisdicción Contencioso-Administrativa.
Antes de la interposición del recurso contencioso, el recurrente habrá de cumplir un requisito previo, consistente en el agotamiento de los recursos administrativos (hasta poner fin a la vía administrativa), o bien formular las reclamaciones que procedan contra la inactividad administrativa, o su actuación material por vía de hecho.
El procedimiento ve su iniciación en la presentación del escrito de interposición por parte del recurrente. Tal escrito se limitará a citar el comportamiento impugnado, solicitando que se tenga por interpuesto el recurso. Habrá un posterior trámite de admisión, que en caso de encontrar algún defecto en la interposición, supondrá la apertura de un plazo de 10 días para que el recurrente lo subsane.
Posteriormente, el órgano jurisdiccional solicita al órgano administrativo la remisión del expediente de que se trate, dando a la Administración un plazo de 5 días para emplazar a los interesados, según ese mismo expediente.
Tras la entrega del expediente al recurrente (o demandante), se le concede un plazo de 20 días para que presente escrito de demanda, que contendrá los hechos, fundamentos de Derecho y pretensiones que desee formular, así como los documentos que procedan para defender su derecho. Presentado el escrito de demanda, se le dará traslado a la parte demandada para que en plazo de 20 días formule escrito de contestación, de naturaleza similar al escrito de demanda, aunque obviamente con motivos y pretensiones opuestos.
Hay que destacar la eventual existencia de un trámite de alegaciones previas, que se sustancia dentro de los 5 primeros días de plazo para contestar la demanda, en el que la parte demandada alega los motivos de incompetencia o inadmisibilidad de la demanda que estime oportunos. En su caso, se dará traslado al demandante para que alegue lo procedente en un plazo máximo de 5 días; otorgándole, si procede, 10 días de plazo para que subsane los defectos en que incurra.
Las partes podrán solicitar al órgano que se practiquen las pruebas necesarias para esclarecer los hechos en que no coincidan las partes y sean trascendentes para el fondo del asunto. La prueba se regirá por las reglas contenidas en la Ley de Enjuiciamiento Civil, dándose 15 días de plazo para proponer, y 30 días para practicar. También se podrán practicar pruebas de oficio, a propuesta del propio Tribunal, asegurando en todo caso que las partes puedan hacer las alegaciones que estimen pertinentes sobre dichas pruebas.
Las partes podrán solicitar que se celebre vista, que se presenten conclusiones o que se declare el pleito concluso, sin más trámite, para Sentencia. El órgano jurisdiccional decretará lo que coincidentemente hayan solicitado las partes, o bien lo que haya solicitado el demandante. Si hubo prueba, se estará a lo que haya solicitado cualquiera de las partes.
Finalmente, la terminación del procedimiento podrá ser anticipada, como en el supuesto del desistimiento del demandante, del allanamiento de la demandada, por la caducidad del proceso, o bien por acuerdo entre las partes.
No obstante, la forma natural de terminación es la Sentencia, regulada en los artículos 67 a 73 de la Ley de la Jurisdicción Contencioso-Administrativa. El órgano jurisdiccional habrá de dictar Sentencia en 10 días, permitiéndose una ampliación de plazo razonada y notificada a las partes. Los pronunciamientos de la Sentencia podrán consistir en la inadmisibilidad de la demanda, su estimación o desestimación total o parcial, y la eventual condena en costas.

#### Procedimiento abreviado
El procedimiento abreviado se regula en el artículo 78 de la Ley de la Jurisdicción Contencioso-Administrativa. Corresponde la utilización de este procedimiento cuando los Juzgados de lo Contencioso-Administrativo, y los Juzgados Centrales de lo Contencioso-Administrativo conozcan de la ejecución de actos firmes, de cuestiones relativas al personal de las Administraciones, de los asuntos de extranjería e inadmisión de peticiones de asilo político, de dopaje en materias deportivas, y de las cuestiones que tengan una cuantía inferior a 30.000 €.
(La Ley 37/2011 sobre medidas de agilización procesal ha ampliado la cuantía a 30.000 €).
Se trata de un procedimiento eminentemente oral, que concede vital importancia al acto de la vista, donde se fijan los hechos y se formulan alegaciones. También serán orales las conclusiones que se presenten tras la prueba.
También goza de ciertas particularidades de trámite en relación con el procedimiento ordinario. Cabe destacar que la iniciación se produce directamente por demanda (en el procedimiento ordinario puede darse, pero en escasos supuestos); asimismo, el trámite de prueba no permite la formulación de preguntas y repreguntas a los testigos.

#### Procedimientos especiales
- Procedimiento para la protección de los Derechos Fundamentales de la persona: (Artículos 114 a 122) Específico para violaciones de los Derechos Fundamentales, se caracteriza por se un procedimiento desarrollado bajo los principios de preferencia y sumariedad, con intervención preceptiva del Ministerio Fiscal. Se configura un procedimiento de plazos reducidos, que a la vez, trata de evitar abusos por parte de los demandantes, que pueden tratar de reconducir fraudulentamente los procedimientos ordinarios a la presente figura, mucho más favorable.
- Cuestión de ilegalidad: (Artículos 123 a 126) Surgen como sonsecuencia de la estimación de un recurso indirecto, y se plantean por el órgano judicial que anuló un acto que aplicaba un Reglamento ilegal. Para que se produzca una anulación erga omnes del Reglamento, el órgano de origen deberá plantear la cuestión ante el órgano competente para anular disposiciones generales.
- Procedimiento en los casos de suspensión administrativa previa de acuerdos: (Artículo 127) La Administración General y la autonómica pueden suspender los actos o acuerdos de Corporaciones de Derecho Público y Entidades Públicas que consideren lesivos para su competencia o para el interés general. Tras dicha suspensión, la Administración recurrente deberá interponer recurso contencioso-administrativo contra el acto o acuerdo que haya suspendido.

## Recursos
Bajo este epígrafe se incluyen los recursos que pueden interponerse frente a las Providencias, Autos y Sentencias dictadas por los Tribunales que componen la Jurisdicción Contencioso-Administrativa. No han de confundirse con los recursos que se interponen contra la propia Administración Pública, como es el caso del recurso contencioso-administrativo y de los procedimientos especiales.

### Recursos contra Providencias y Autos
Los Autos y las Providencias son decisiones y resoluciones de los órganos jurisdiccionales tendentes a la ordenación del proceso judicial. Como tales, habrán de estar sometidos al Ordenamiento Jurídico, de manera que su legalidad se confía al control jurisdiccional por vía de recurso.

#### Recurso de Súplica
El Recurso de Súplica procede contra Autos y Providencias que no sean susceptibles de apelación. No podrán darse contra Autos que resuelvan otro Recurso de Súplica, un Recurso de Aclaración o una solicitud de revisión de diligencias de ordenación. El procedimiento incluye 5 días de plazo para su interposición desde la notificación del Auto o Providencia, tras lo cual, se dará traslado a la otra parte para que en 5 días aleguen lo que estimen conveniente, resolviéndose por auto en tres días

#### Recurso de Apelación
El Recurso de Apelación procede contra las Providencias y Autos de los Juzgados de lo Contencioso-Administrativo, y los Juzgados Centrales de lo Contencioso-Administrativo relativos a determinadas materias, como los recaídos en ejecución de sentencia, o los que declaren la inadmisión del recurso contencioso-administrativo, impidiendo su continuación.

#### Recurso de Casación
También se podrá presentar Recurso de Casación contra Providencias y Autos provenientes de la Sala de lo Contencioso-Administrativo de los Tribunales Superiores de Justicia, y de la Sala de lo Contencioso-Administrativo de la Audiencia Nacional.

### Recursos contra Sentencias
Los recursos contra resoluciones que supongan la terminación ordinaria de un proceso, es decir, contra las Sentencias, gozan de plazos relativamente más amplios que los que se dirigen contra Autos y Providencias.

#### Recurso Ordinario de Apelación
El Recurso Ordinario de Apelación se regula en los artículos 81 a 85 de la Ley de la Jurisdicción Contencioso-Administrativa, y tienen por objeto las Sentencias pronunciadas por los Juzgados de los Contencioso-Administrativo y los Juzgados Centrales de los Contencioso-Administrativo, cuya cuantía  no supere los 30.000 €. Serán apelables, en todo caso, las sentencias que declaren la inadmisibilidad, las que resuelvan procedimientos especiales de protección de los Derechos Fundamentales, los litigios entre Administraciones Públicas y los recursos indirectos contra Reglamentos.

#### Recurso de Casación
Regulado en los artículos 86 a 95 de la Ley de la Jurisdicción Contencioso-Administrativa, procede contra las Sentencias dictadas en única instancia por la Audiencia Nacional o los Tribunales Superiores de Justicia, conociendo de su resolución el Tribunal Supremo. Asimismo, se plantean límites cuantitativos (150.000 € como mínimo, salvo que se trate de Derechos Fundamentales, o de la nulidad o validez de una disposición general).
El recurso de casación tiene un carácter especialmente restringido, de manera que se exige la concurrencia de alguno de los motivos tasados en el artículo 88, a saber, el abuso exceso o defecto en el ejercicio de la jurisdicción; la incompetencia o inadecuación del procedimiento; la infracción de las normas que regulan la Sentencia, o el quebrantamiento de las garantías procesales que produzca indefensión; o la infracción de normas jurídicas, o de la jurisprudencia, en la resolución que recae sobre el fondo del asunto.

#### Recurso de Casación para la unificación de doctrina
Pese a ser menos restrictivo en la cuantía exigible que el Recurso de Casación ordinario, se exige como requisito sine qua non la existencia de una contradicción de Sentencias en supuestos sustancialmente iguales; situación que da nombre a la figura.
Contemplado en los artículos 96 a 99 de la Ley de la Jurisdicción Contencioso-Administrativa, tiene por objeto las Sentencias sobre asuntos cuya cuantía oscile entre los 18.000 € y los 150.000 €, dictadas en única instancia por parte de los Tribunales Superiores de Justicia, la Audiencia Nacional o el Tribunal Supremo, conociendo normalmente de su resolución este último; o bien el Tribunal Superior de Justicia en el caso de que la contradicción se produzca entre las salas o secciones del mismo.

#### Recurso de Casación en interés de la Ley
El Recurso de Casación en interés de la Ley recibía su regulación en los artículos 100 y 101 de la Ley de la Jurisdicción Contencioso-Administrativa, artículos que fueron suprimidos por la disposición final 3.2 de la Ley Orgánica 7/2015, de 21 de julio (https://www.boe.es/buscar/act.php?id=BOE-A-2015-8167#dftercera) y según el Consejo General del Poder Judicial Español este tipo de recurso queda suprimido.

#### Recurso Extraordinario de Revisión
Se trata del recurso extraordinario por excelencia, contemplado en el artículo 102 de la Ley de la Jurisdicción Contencioso-Administrativa. Sólo procederá ante situaciones de absoluta injusticia, y podrá interponerse aun cuando la Sentencia sea firme. Para no alterar la seguridad jurídica, sólo se permite su interposición basada en un numerus clausus de supuestos tasados.
Remitiéndose en lo demás a la Ley de Enjuiciamiento Civil, la Ley de la Jurisdicción Contencioso-Administrativa se limita a señalar los motivos en los que procederá el Recurso Extraordinario de Revisión. En concreto, podrá darse cuando aparezcan documentos nuevos que acrediten la insostenibilidad de la Sentencia; cuando se declare por Sentencia judicial firme la falsedad de documentos que hayan sido esenciales para dictar la Sentencia que se pretende revisar; cuando la Sentencia se haya dictado sobre la base de un testimonio declarado posteriormente falso por Sentencia judicial firme; cuando la Sentencia se dictó en virtud de cohecho, prevaricación, violencia o maquinación fraudulenta.
Se interpondrá en el plazo de cuatro años siguientes a la fecha de la notificación de la resolución impugnada.

## Ejecución
Los Juzgados y Tribunales de lo Contencioso-Administrativo gozan de la potestad exclusiva de hacer ejecutar las Sentencias. La competencia corresponderá al órgano jurisdiccional que conoció del asunto en primera o única instancia.
El Poder Judicial puede hacer cumplir las Sentencias a los particulares, e incluso a la Administración Pública. En este último supuesto, pueden producirse ciertas resistencias administrativas, que los Juzgados y Tribunales vencen mediante una serie de medidas contempladas en los artículos 103 a 113 de la Ley de la Jurisdicción Contencioso-Administrativa.
Cabe destacar una fuerza pasiva frente al incumplimiento de las Sentencias, consistente en la nulidad radical de los actos y disposiciones generales contrarios a las Sentencias y dictados para eludir su contenido. En igual medida, tras dos meses sin que se produzca el cumplimiento de la Sentencia, el órgano jurisdiccional podrá adoptar medidas de ejecución forzosa para conseguir el cumplimiento y evitar el incumplimiento.
Entre los distintos supuestos de ejecución forzosa, hay que destacar el pago de una cantidad líquida por parte de la Administración, la inscripción del fallo anulatorio en registros públicos y la publicación de la Sentencia, la ejecución subsidiaria a cargo de la Administración, el restablecimiento de la situación anterior y la indemnización por daños y perjuicios, y finalmente, la imposición de multas coercitivas periódicas al funcionario público responsable del incumplimiento, pudiendo llegar a exigir la responsabilidad penal del mismo.